# Богоявленська церква (Обознівка)
Богоявленська церква в селі Обознівка — зразок культового будівництва періоду еклектики в селі Обознівка Глобинського району Полтавської області.

## Історія
Побудована в 1896–1901 роках за проектом відомого архітектора М. М. Никонова на гроші поміщика О. К. Панайотова і його дружини.
7 червня 1896 року  відсвяткували закладку церкви.
Будівля  в чорновому варіанті була закінчена за один будівельний сезон (1896-1897рр).
Оформлення будівлі велось іще майже п’ять років (1897-1901р.р.)
Освячення новозбудованого храму відбулося 27 травня 1901 року.

## Особливості
Збудована з цегли з клеймом «А. П.» (Олександр Панайотов), який виготовлявся на місцевому заводі. У плані — рівнокінцевий хрест. За бажанням замовника церква зорієнтована так, щоб зручно було її оглядати з вікон маєтки і головної вулиці села, тому орієнтація храму — північ-південь, а не схід-захід. В об'ємно-просторової композиції домінує двох'ярусний кубічний центральний об'єм, який завершують п'ять куполів. До нього приєднані знижені обсяги північного і південного плечей хреста і ще більш знижені східні і західні передели. Над бабинцем зведена двох'ярусна дзвіниця. Під східним приділом церкви знаходилася родинна усипальниця Панайотова. Особливо ошатно виконаний інтер'єр храму. За бажанням замовника, при виконанні оздоблювальних робіт за зразок взяли інтер'єр Володимирського собору в Києві. Для виконання живописних робіт були запрошені художники О. О. Мурашко та І. І. Соколов. Мармурові роботи виконані одеською фірмою Тузіні.